# Canindé de São Francisco
Canindé de São Francisco est une ville brésilienne du nord de l'État du Sergipe.

## Géographie
Canindé de São Francisco se situe par une latitude de 09° 38' 31" sud et par une longitude de 37° 47' 16" ouest, à une altitude de 38 mètres.
Sa population était de 21 813 habitants au recensement de 2007. La municipalité s'étend sur 902 km2.
Elle fait partie de la microrégion du Sertão du São Francisco, dans la mésorégion du Sertão du Sergipe.